# Otelo (película de 1995)
Otelo (en inglés: Othello) es una película de 1995 basada en la obra homónima de William Shakespeare. La película fue dirigida por Oliver Parker y tiene como protagonistas a Laurence Fishburne, Irène Jacob y Kenneth Branagh. Destaca por ser la primera producción cinematográfica rodada por un gran estudio con un actor afroamericano interpretando el papel de Otelo, aunque existen otras anteriores, películas de bajo presupuestos, protagonizadas por Ted Lange y Yaphet Kotto.

## Adaptación
Se rodó en Italia. La película sigue la historia de la obra de cerca, pero hay recortes en muchas líneas. Además, añade escenas que no están en la obra, incluyendo una escena de sexo entre Otelo y Desdémona, sueños en los que Otelo imagina supuesta relación de Desdémona con Casio, una escena en la que baila Desdémona para Otelo y una escena final en la que los cuerpos de los muertos son enterrados en el mar. La película también utiliza imágenes fuertes, como cuando Emilia dice que los hombres eructan a las mujeres cuando han acabado con ellas, Iago, que la ha utilizado en su complot contra Otelo,  se ve cerrando la puerta en el fondo.

## Reparto
- Otelo - Laurence Fishburne
- Desdémona - Irène Jacob
- Yago - Kenneth Branagh
- Cassio - Nathaniel Parker
- Roderigo - Michael Maloney
- Emilia - Anna Patrick
- Nicholas - Farrell Montaño
- Bianca - Indra Ove
- Ludovico - Michael Sheen
- Gratiano - Andre Oumansky
- Primer Senador - Philip Locke
- Segundo Senador - John Savident
- Duque de Venecia - Gabriele Ferzetti
- Brabancio - Pierre Vaneck

## Recepción
La película no fue un éxito económico, ganando solo $ 2,1 millones en los Estados Unidos en su presupuesto de 11 millones dólares (sin embargo, tenían una distribución en un número de cines muy limitado). Se recibieron comentarios muy positivos, especialmente para el personaje de Iago interpretado por Branagh. Janet Maslin escribió en el New York Times "el excelente rendimiento Sr. Branagh, como el hombre cuyos maquiavélicos planes guían la historia de la caída de Otelo, garantizan para esta película una inmediatez que cualquier tipo de público va a entender." Branagh fue nominado a un Screen Actors Guild Award (Premio del sindicato de actores) por su actuación, en la categoría de "Mejor Interpretación por un Actor en un papel de apoyo".